# Lažínky
Lažínky jsou vesnice, místní část města Moravských Budějovic, vzdáleného asi 1,5 kilometrů na severozápad. Roku 2001 činil počet domů 64. Ve vesnici žije 173 obyvatel.

## Geografická charakteristika
Vesnice Lažínky leží zhruba ve středu svého katastrálního území. Na severu sousedí s územím Moravských Budějovic, na jihu Zvěrkovic a Vescí, na západě s krátce územím Krnčic. Nadmořská výška zastavěného území obce se pohybuje mezi 420 m n. m. při Lažínském potoce a 435 m n. m. Na Lažínském potoce je Lažínský rybník (1,8 ha). Území Lažínek se zvedá jak k západu, tak k východu k téměř 450 m n. m. Na východě pak terén znovu klesá, a to do údolí potoka Nedveky, na západě pak do Habrckého potoka, přítoku Lažínského potoka. Lažínky mají minimum lesů – a to takřka všechen (necelý 1 ha) v trati Příční u Borové ve východním výběžku území.
Jižně od Lažínek prochází obchvat Moravských Budějovic – silnice č. I/38. Na západě protíná území Lažínek železniční trať Okříšky–Znojmo.

## Historie
Název vsi souvisí se slovem láz, tedy půdou získanou vypálením lesa. První zmínka pochází z roku 1498 a souvisí s Bítovskými z Lichtenburka.
V letech 1869–1890 spadaly Lažínky do okresu znojemského a v letech 1900–1950 do okresu moravskobudějovického. V letech 1961–1979 byly Lažínky částí Vescí, než se od roku 1980 staly součástí Moravských Budějovic.
| Rok            | 1869 | 1880 | 1890 | 1900 | 1910 | 1921 | 1930 | 1950 | 1961 | 1970 | 1980 | 1991 | 2001 |
| -------------- | ---- | ---- | ---- | ---- | ---- | ---- | ---- | ---- | ---- | ---- | ---- | ---- | ---- |
| Počet obyvatel | 237  | 267  | 289  | 300  | 284  | 326  | 284  | 225  | 221  | 209  | 181  | 165  | 166  |

Místní samosprávu vykonává osadní výbor.

## Pamětihodnosti
- venkovská usedlost z konce 16. a počátku 17. století (čp. 1)
- bývalá ovčárna z 18. stol v pozdně barokním stylu (čp. 55)
- boží muka a kříž

## Rodáci
- Rudolf Černý – spisovatel, překladatel a pedagog